# Княжество Верхняя Венгрия
Княжество Верхняя Венгрия (венг. Felső-Magyarországi Fejedelemség; тур. Orta Macar, «Средняя Венгрия») — существовавшее с 1683 по 1685 гг. вассальное государство Османской империи со столицей в Кашше, которым правил Имре Тёкёли .
Верхняя Венгрия среди земель короны Святого Стефана считалась апанажем: обычно регионом управлял наследник венгерского престола или брат правящего короля. Эта территория управлялась из Пожони и приблизительно соответствовала современной Словакии.
После подписания Вашварского мирного договора в 1664 году лояльность венгров к династии Габсбургов пошла на убыль. Имперская администрация действовала против интересов венгерской знати. В 1671 года вспыхнуло восстание, которое было успешно подавлено Габсбургами. Однако спустя всего год Михай Тёкёли возглавил другое, более успешное восстание. В 1680 году Имре Тёкёли стал ведущей фигурой восстания. Эти восстания были поддержаны Портой и князьями Трансильвании.
Верхневенгерское княжество было образовано под эгидой Османской империи 19 ноября 1682 года. Государство согласилось платить османам дань 20 000 золотых монет ежегодно. Когда Тёкёли потерпел поражение при Эперьеше (современный Прешов, 1685), турки заключили его в тюрьму из-за его предыдущих переговоров с императором Леопольдом, после чего его государство прекратило своё существование.